# Adriana Lesgart
Adriana Lesgart (Córdoba, 1 de noviembre de 1947 - desaparecida el 21 de septiembre de 1979) fue una guerrillera argentina. Era hermana de Susana Lesgart.

## Actividad en la guerrilla
Cursó sus estudios de magisterio en la escuela normal superior Alejandro Carbó de la ciudad de Córdoba, de donde egresó en 1965. También estudió música, destacándose como intérprete de oboe y llegando a integrar la Orquesta Sinfónica Nacional (en Buenos Aires). Militó entre quienes adherían al cristianismo progresista y a la izquierda nacional, que a mediados de los años sesenta se agrupaban en la ciudad de Córdoba en nucleamientos tales como la Agrupación de Estudios Sociales de la Universidad Católica de Córdoba, la Federación de Agrupaciones Integralistas de la Universidad Nacional de Córdoba y la Agrupación Barrial Eva Perón. Participó junto a su hermana Susana Lesgart en la fundación de la organización Montoneros en la provincia de Córdoba y su militancia se incrementó cuando esta fue asesinada el 22 de agosto de 1972. Trabajaba en tareas de solidaridad con los presos políticos y sus familias. Cuando el 6 de septiembre de 1974 Mario Firmenich anunció en conferencia de prensa el retorno de Montoneros a la clandestinidad, Lesgart estaba presente como responsable de la Agrupación Evita.
El 16 de octubre de 1976, ya durante la dictadura de Videla, fue asesinado en Buenos Aires su esposo, Héctor Eugenio Talbot Wright (nacido en Córdoba en 1945)
Luego de esto, Lesgart se exilió en Europa con su hijito de un año,  e integró el Consejo Superior del Movimiento Peronista Montonero. En Francia organizó el COSOFAM (Comisión de Solidaridad con los Familiares de Desaparecidos) y trabajó activamente en el apoyo desde el exterior de los movimientos de Derechos Humanos argentinos (Madres y Abuelas de Plaza de Mayo, y otros organismos).
Lesgart regresó a Argentina en 1979 formando parte de las TEA -Tropas Especiales de Agitación- en el marco de la llamada contraofensiva de Montoneros. Fue detenida por fuerzas paramilitares el 21 de septiembre de 1979, en la cola de familiares de desaparecidos que esperaban testimoniar ante la CIDH (Comisión Interamericana de Derechos Humanos de la OEA). Según testimonios estuvo en el centro clandestino de detención de Campo de Mayo (en el Gran Buenos Aires) y fue asesinada junto a otros compañeros a fines de 1980.